# Jérémie Janot
Pour les articles homonymes, voir Janot.
Jérémie Janot, né le 11 octobre 1977 à Valenciennes, est un footballeur français qui évoluait au poste de gardien de but. Il se reconvertit ensuite comme entraîneur. Il est l'actuel entraîneur des gardiens de l'équipe de France espoirs.
Il joue une très grande partie de sa carrière à l'AS Saint-Étienne puisqu'il y passe 14 saisons et joue 386 matchs sous le maillot vert.

## Biographie

### Le portier emblématique des Verts

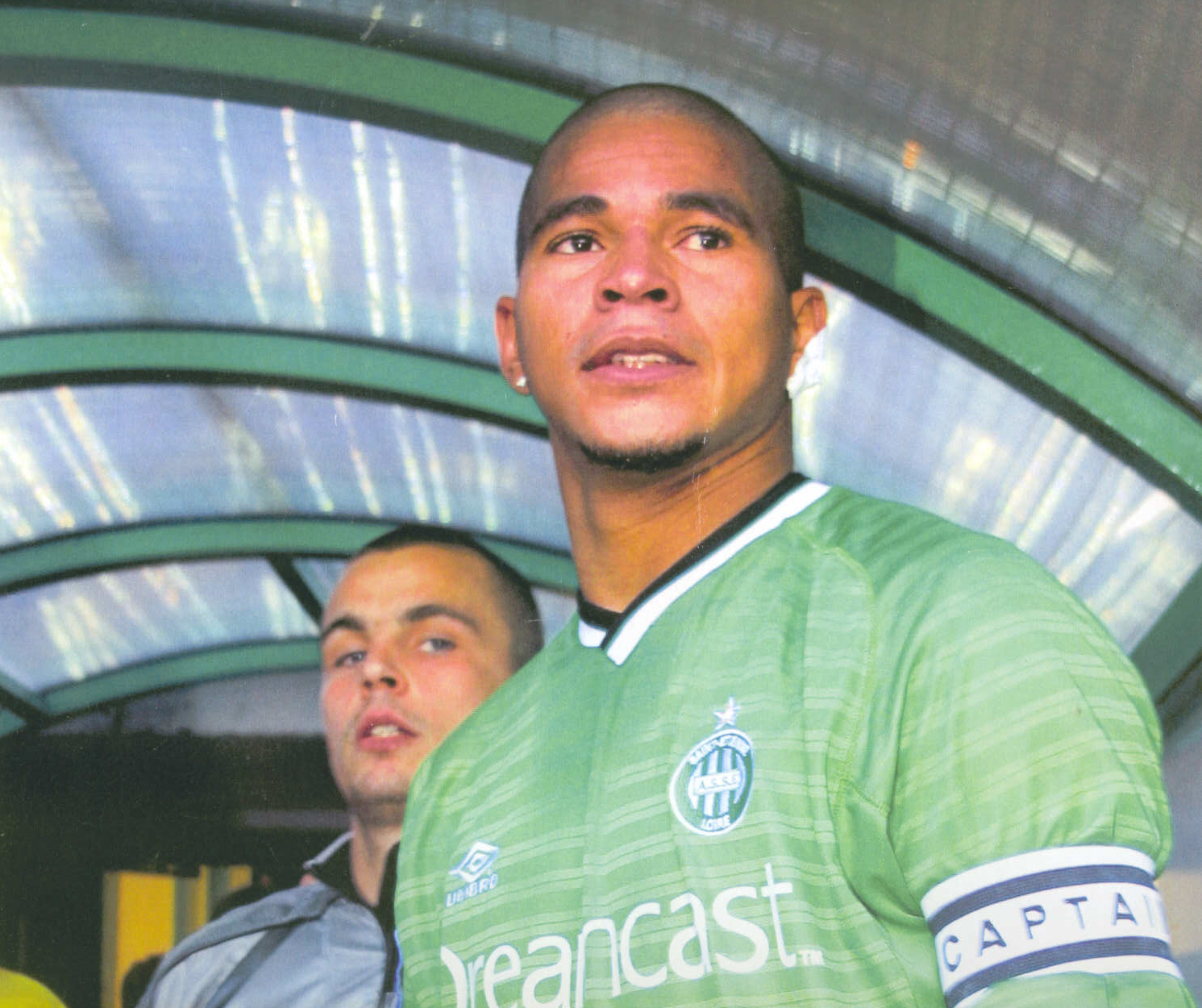
Jérémie Janot avec Aloísio à l'AS Saint-Étienne lors de la saison 2000-2001.

Formé à l'US Valenciennes-Anzin, il passe par toutes les équipes de jeunes avant d'être évincé en raison de son petit gabarit. Malgré sa taille jugée parfois insuffisante (officiellement listé à 1,76m durant sa carrière, il mesure en réalité 1,73 m), il intègre le centre de formation de l'AS Saint-Étienne.
Lors de la saison 1996-1997, âgé de 18 ans il est troisième gardien du club en Division 2. À la suite du transfert tumultueux de Grégory Coupet chez le voisin rival, l'Olympique lyonnais, il est numéro deux derrière Gilbert Ceccarelli. Cependant, après de mauvais débuts du nouveau gardien (un nul et deux défaites), Pierre Mankowski l'aligne le 22 février 1997 à Toulon où il joue et perd son premier match pro avec les Verts (0-1, but à la dernière minute). Il s'impose finalement au plus haut niveau à l'ASSE. En 1999, il est champion de D2 et accède pour à la Division 1. Il joue son premier match dans l'élite le 16 février 2000, lors de la réception du Montpellier HSC et d'une victoire cinq buts à quatre. Après un nouveau retour en deuxième division en 2001, les Stéphanois sont de nouveaux sacrés champions en 2004 et remontent en Ligue 1.
Il est connu pour ses excentricités (il tape notamment son poteau les deux pieds décollés après avoir  pris un but de Juninho lors du derby contre l'OL le 3 octobre 2004) et notamment pour ses tenues portées lors de la saison 2004-2005 (il se vêtit en Spider-Man contre le FC Istres). Son sens du spectacle ressort dans son jeu avec des parades spectaculaires. Jérémie Janot est l'un des joueurs préférés des supporters stéphanois[réf. nécessaire].
Il détient le record d'invincibilité à domicile en L1 avec 1 534 minutes. Sa série commence le 6 novembre 2004 et s'achève le 21 septembre 2005. Lors de la saison 2006-2007, alors que les Verts sont menés 2 à 1 face au FC Nantes, Janot déserte son but à la 93e minute sur un corner stéphanois et réalise une talonnade pour Vincent Hognon, qui marque.

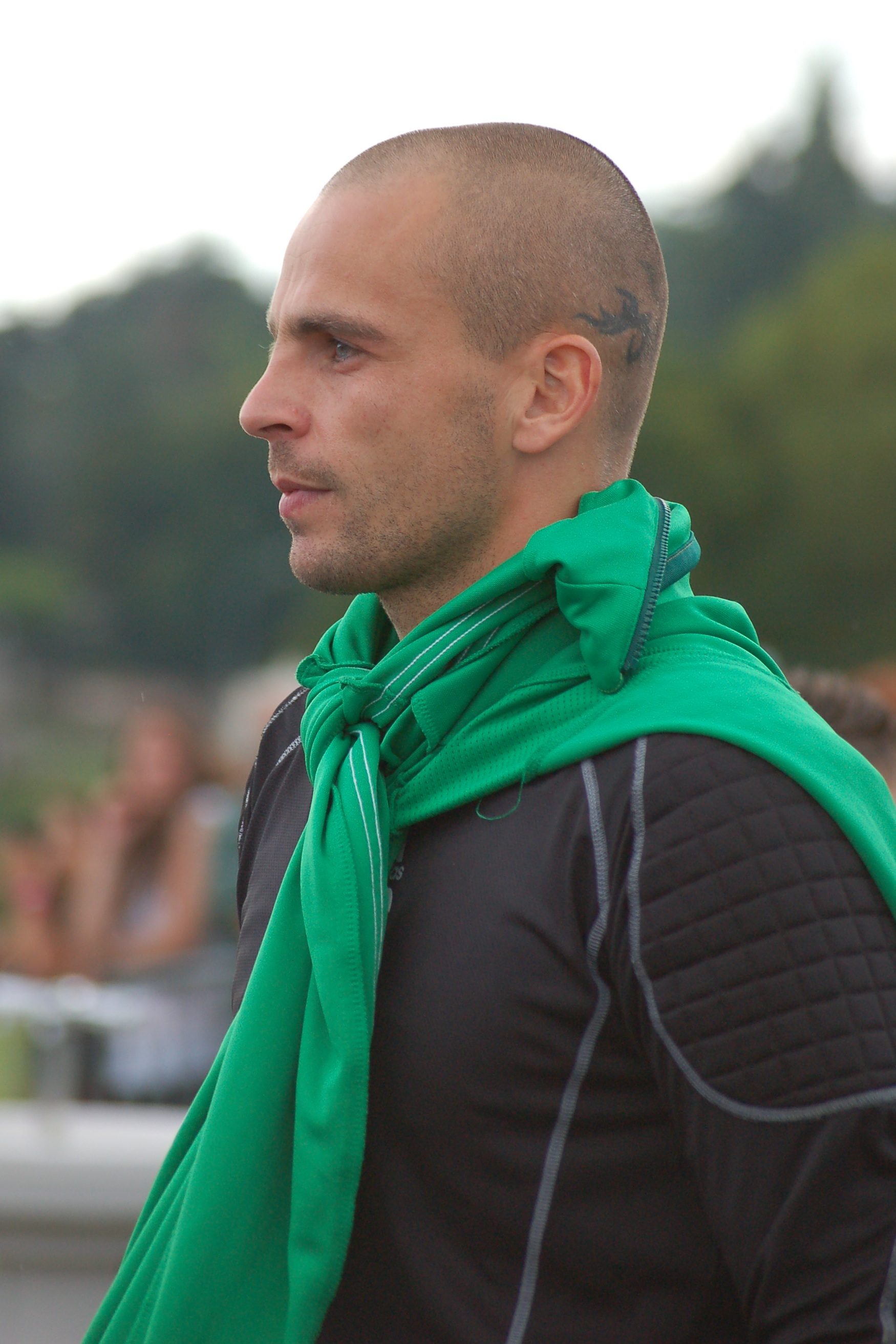
Jérémie Janot à l'entraînement avec l'ASSE en 2011.

Durant la saison 2007-2008, il se blesse à la 22e journée, laissant Jody Viviani titulaire. Dès lors, il ne retrouve plus sa place. Il commence la saison 2008-2009 en tant que remplaçant. Le 24 septembre 2008, en Coupe de la Ligue, il est titularisé face à l'EA Guingamp et encaisse quatre buts au cours du match. À la suite des mauvais résultats de son équipe, il retrouve finalement sa place de titulaire en championnat lors de la 12e journée de Ligue 1 face à l'Olympique de Marseille. Il conserve sa place de titulaire à la suite du limogeage de Laurent Roussey et la nomination au poste d'entraîneur d'Alain Perrin.
Le 5 avril 2009, il joue son 300e match sous les couleurs vertes, toutes compétitions confondues, lors de la défaite 3-0 à domicile face à l'OM,.
Le 1er mai 2011, il joue son 383e match sous le maillot vert, égalant ainsi le record d'Ivan Curkovic en nombre officiel de matchs disputés avec l'AS Saint-Étienne. Il devient le gardien le plus capé du club ligérien une semaine plus tard après le match contre Arles Avignon (384 matchs avec l'ASSE).
Avec l'arrivée du gardien Stéphane Ruffier le 11 juillet 2011 dans le Forez, Jérémie Janot amorce la saison 2011-2012 en tant que remplaçant. Malgré l'intérêt des médias vis-à-vis d'une éventuelle concurrence et « guerre » entre les deux gardiens, ces derniers assurent qu'ils n'y a aucune animosité entre eux et qu'ils s'entendent très bien.

### Prêt à Lorient puis transfert au Mans FC
Le 4 mai 2012, alors qu’il n'a connu jusque-là qu'un seul club depuis le début de sa carrière professionnelle seize ans plus tôt, Janot est prêté au FC Lorient jusqu'à la fin de la saison en tant que joker médical afin de pallier les blessures de Fabien Audard et Benjamin Lecomte. Il joue son premier match sous ses nouvelles couleurs trois jours plus tard contre le Dijon FCO (0-0). Il prend part aux trois dernières journées de Ligue 1 avant de réintégrer l'effectif des Verts.

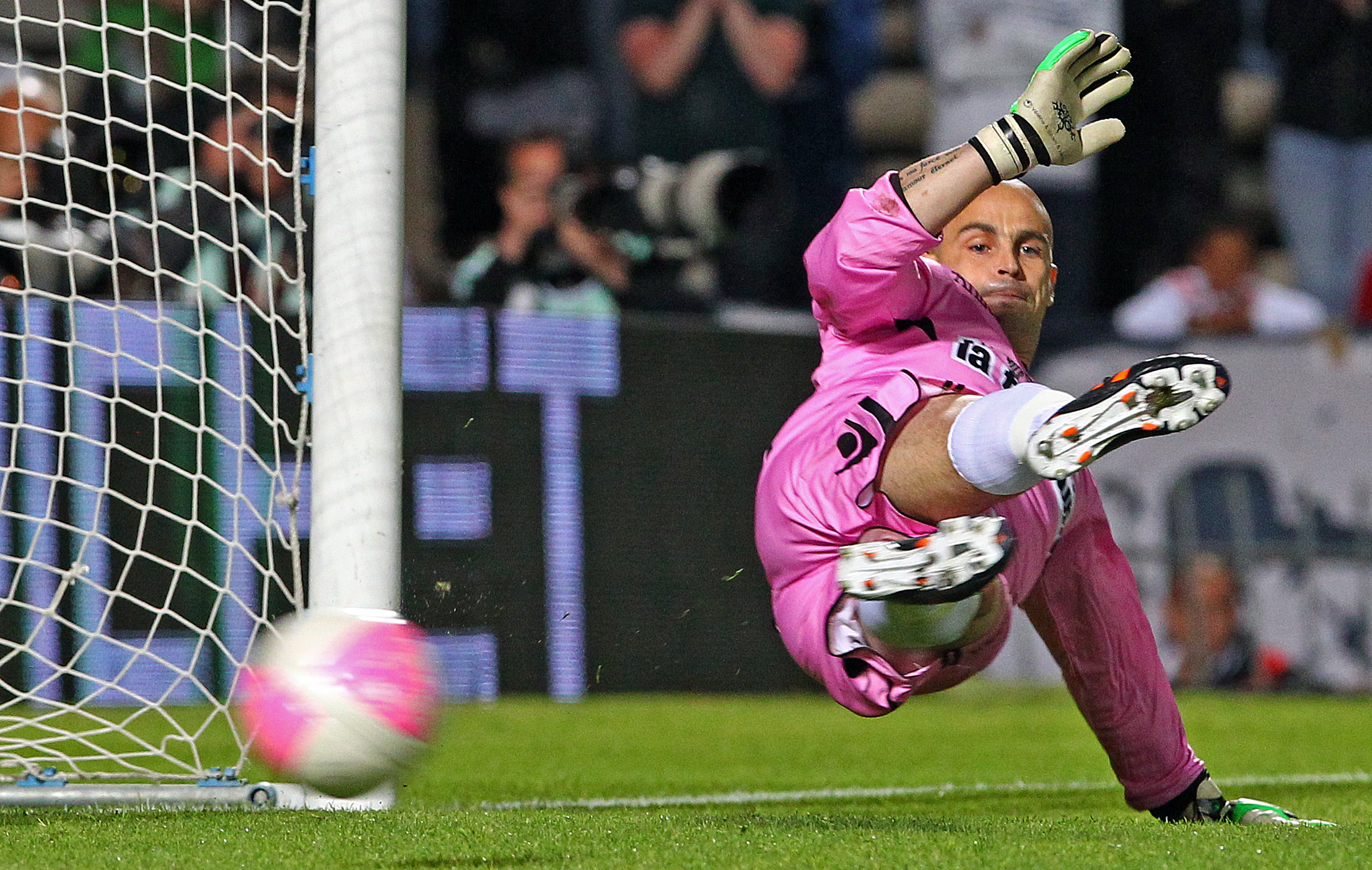
Lors d'un match contre les Girondins en 2012

Barré par Stéphane Ruffier, Janot signe un contrat de trois ans en faveur du Mans FC le 2 août 2012. Il indique également, sur Twitter, qu'il reviendra à Saint-Étienne à l'issue de ce contrat pour intégrer le staff des Verts. Il dispute son premier match sous ses nouvelles couleurs le 10 août 2012 contre La Berrichonne de Châteauroux (défaite 0-1) mais est remplacé en seconde mi-temps à la suite d'une blessure. Il se retrouve sans club après la faillite du Mans FC.

### Reconversion en tant qu'entraîneur
Il devient entraîneur des moins de 19 ans de l'US Villars en 2014-2015. La saison suivante, il devient entraîneur du FC Firminy, tout juste relégué en PHR, équivalent à la 3e division régionale, soit la 8e division française. En juillet 2016, il s'engage avec l'AS Saint-Étienne et prend en charge les gardiens du centre de formation.
Le 7 juin 2017, il intègre le staff de Francis Gillot et s'engage pour trois ans à l'AJ Auxerre en tant qu'entraîneur des gardiens.
Le 15 juin 2019, il revient dans sa ville natale pour occuper le poste d'entraîneur des gardiens du Valenciennes FC.
Cette même année, il sort son autobiographie. Le 16 juin 2020, Janot prolonge son contrat avec Valenciennes jusqu'en 2023.
En juin 2021, il est diplômé du certificat d'entraîneur gardien de but pro (CEGB Pro), délivré par la FFF.
En août 2023, il est nommé entraîneur-adjoint de Thierry Henry à la tête de l'équipe de France espoirs et de l'équipe de France olympique.

## Statistiques
| Saison                | Club                  | Championnat           | Championnat | Championnat | Coupe nationale | Coupe nationale | Coupe de la Ligue | Coupe de la Ligue | Compétition(s) continentale(s) | Compétition(s) continentale(s) | Compétition(s) continentale(s) | Total | Total |
| Saison                | Club                  | Division              | M.          | B.          | M.              | B.              | M.                | B.                | Comp.                          | M.                             | B.                             | M.    | B.    |
| 1996-1997             | AS Saint-Étienne      | Division 2            | 14          | 0           | -               | -               | -                 | -                 | -                              | -                              | -                              | 14    | 0     |
| 1997-1998             | AS Saint-Étienne      | Division 2            | 1           | 0           | -               | -               | -                 | -                 | -                              | -                              | -                              | 1     | 0     |
| 1998-1999             | AS Saint-Étienne      | Division 2            | 9           | 0           | -               | -               | 1                 | 0                 | -                              | -                              | -                              | 10    | 0     |
| 1999-2000             | AS Saint-Étienne      | Division 1            | 5           | 0           | 1               | 0               | -                 | -                 | -                              | -                              | -                              | 6     | 0     |
| 2000-2001             | AS Saint-Étienne      | Division 1            | 14          | 0           | 1               | 0               | 3                 | 0                 | -                              | -                              | -                              | 18    | 0     |
| 2001-2002             | AS Saint-Étienne      | Division 2            | 1           | 0           | 2               | 0               | 1                 | 0                 | -                              | -                              | -                              | 4     | 0     |
| 2002-2003             | AS Saint-Étienne      | Ligue 2               | 28          | 0           | 1               | 0               | 4                 | 0                 | -                              | -                              | -                              | 33    | 0     |
| 2003-2004             | AS Saint-Étienne      | Ligue 2               | 37          | 0           | -               | -               | 4                 | 0                 | -                              | -                              | -                              | 41    | 0     |
| 2004-2005             | AS Saint-Étienne      | Ligue 1               | 38          | 0           | -               | -               | 4                 | 0                 | -                              | -                              | -                              | 42    | 0     |
| 2005-2006             | AS Saint-Étienne      | Ligue 1               | 37          | 0           | 1               | 0               | 1                 | 0                 | CI                             | 4                              | 0                              | 43    | 0     |
| 2006-2007             | AS Saint-Étienne      | Ligue 1               | 36          | 0           | 1               | 0               | -                 | -                 | -                              | -                              | -                              | 37    | 0     |
| 2007-2008             | AS Saint-Étienne      | Ligue 1               | 22          | 0           | 1               | 0               | -                 | -                 | -                              | -                              | -                              | 23    | 0     |
| 2008-2009             | AS Saint-Étienne      | Ligue 1               | 26          | 0           | 2               | 0               | 1                 | 0                 | C3                             | 6                              | 0                              | 35    | 0     |
| 2009-2010             | AS Saint-Étienne      | Ligue 1               | 38          | 0           | 1               | 0               | -                 | -                 | -                              | -                              | -                              | 39    | 0     |
| 2010-2011             | AS Saint-Étienne      | Ligue 1               | 36          | 0           | 1               | 0               | 3                 | 0                 | -                              | -                              | -                              | 40    | 0     |
| 2011-2012             | AS Saint-Étienne      | Ligue 1               | -           | -           | -               | -               | -                 | -                 | -                              | -                              | -                              | 0     | 0     |
| Sous-total            | Sous-total            | Sous-total            | 342         | 0           | 12              | 0               | 22                | 0                 | -                              | 10                             | 0                              | 386   | 0     |
| 2012                  | FC Lorient (prêt)     | Ligue 1               | 3           | 0           | -               | -               | -                 | -                 | -                              | -                              | -                              | 3     | 0     |
| 2012-2013             | Le Mans FC            | Ligue 2               | 29          | 0           | 1               | 0               | 1                 | 0                 | -                              | -                              | -                              | 31    | 0     |
| Total sur la carrière | Total sur la carrière | Total sur la carrière | 374         | 0           | 13              | 0               | 23                | 0                 | -                              | 10                             | 0                              | 420   | 0     |

## Palmarès

### En club
- Champion de Ligue 2  en 1999
- Champion de Ligue 2 en 2004

### En sélection
- Vainqueur du  Tournoi de Toulon en 1997

### Distinctions individuelles
- Meilleur gardien de but de Ligue 2 en 2004.
- Trophée du joueur du mois de Ligue 1 UNFP en septembre 2006
- étoile d'Or du Meilleur Gardien de Ligue 1 en 2007
- Prix Orange France Football en 2007.
- Trophée du joueur du mois de Ligue 1 UNFP en décembre 2009

## Records
Il détient le record d'invincibilité à domicile en Ligue 1 avec 1 534 minutes entre le 9 novembre 2004 (ASSE-Nice, but de Agali   29e, victoire 2-1) et le 21 septembre 2005 (ASSE-Nancy, but de Lécluse   34e, défaite 0-2). Soit 17 matchs pleins et plus de 24 heures de jeu sans encaisser le moindre but.

## Déclarations
- « Mon métier c'est pas footballeur, c'est gardien de but. »[22]
- « La qualité première d'un gardien de but, c'est de se faire aimer de ses défenseurs. »[23]
- « Le foot est un business et beaucoup maintenant préfèrent l'argent au titre ou à l'amour d'un club. Moi j'aime vraiment mon club. Ca fait 13 ans que j'y suis mais (...) il n'y en a plus beaucoup des joueurs de club comme ça dans le foot... »[24]
- « Lyon est une ville chaleureuse avec des gens froids, Saint-Étienne c'est le contraire. »[24]
- « Souvent touché, jamais coulé ! »[25]
- « Comme j’ai toujours dit, Bollaert ne se refuse pas ! C’est dit, je ne peux pas faire plus ! »[26]
- « Je n'ai jamais été un gardien proche des supporters, mais simplement un supporter qui gardait les buts ! »
- " J'ai lu le coran, j'ai lu des essais et j'ai assisté à des colloques. " [27]